# Port Washington (town w stanie Wisconsin)
Port Washington – miasto w Stanach Zjednoczonych, w stanie Wisconsin, w hrabstwie Ozaukee.